# BMW 850 CSi
Sportowa wersja modelu 850i była produkowana w latach 1992-1996. W tym czasie powstało 1510 egzemplarzy. Sportowa odmiana odznaczała się mocniejszym silnikiem i bardzo dobrymi hamulcami (już wersja seryjna hamowała ze 100 km/h na odcinku 38,5 m).
Różnice między BMW 850i a 850 CSi były znaczące. W obydwu autach co prawda montowano tę samą skrzynię biegów(6 biegową manualną) i to samo koło zamachowe, jednak dyferencjał stosowany w wersji 850i miał przełożenie 3,15, a w 850CSi miał przełożenie 2,93. Zawieszenie w stosunku do podstawowego modelu było sztywniejsze i obniżone o 15mm, a servotronic został na nowo opracowany przez specjalistów z Motorsport. W silniku zwiększono stopień sprężania z 8.8:1 na 9.8:1. Mimo niskich obrotów maksymalnych(jednostka osiąga 5300 obr./min) silnik bardzo dobrze wchodzi na obroty i kolejne zmiany biegów przychodzą z łatwością dzięki momentowi obrotowemu większemu o 100 Nm.

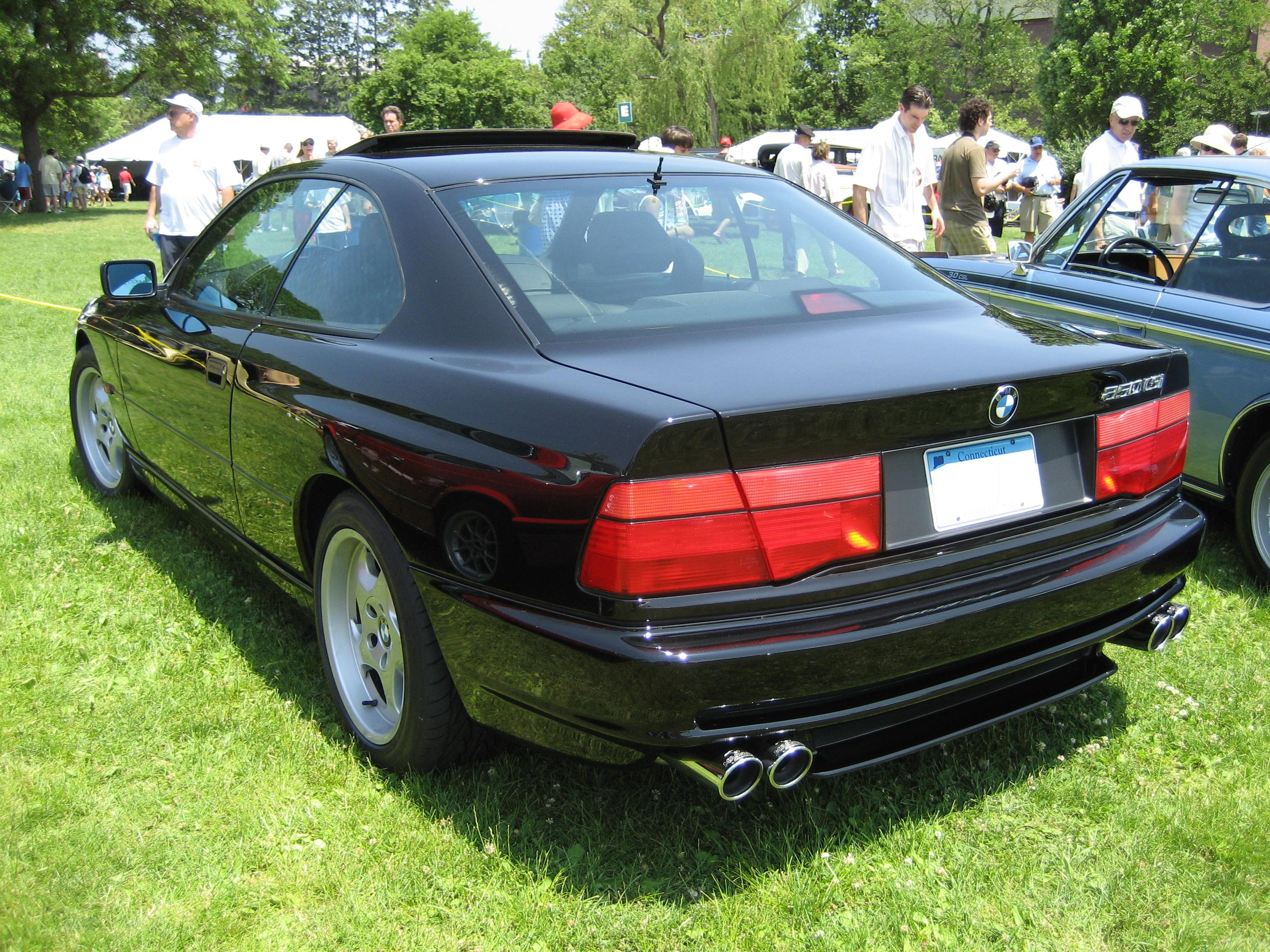
BMW 850 CSi

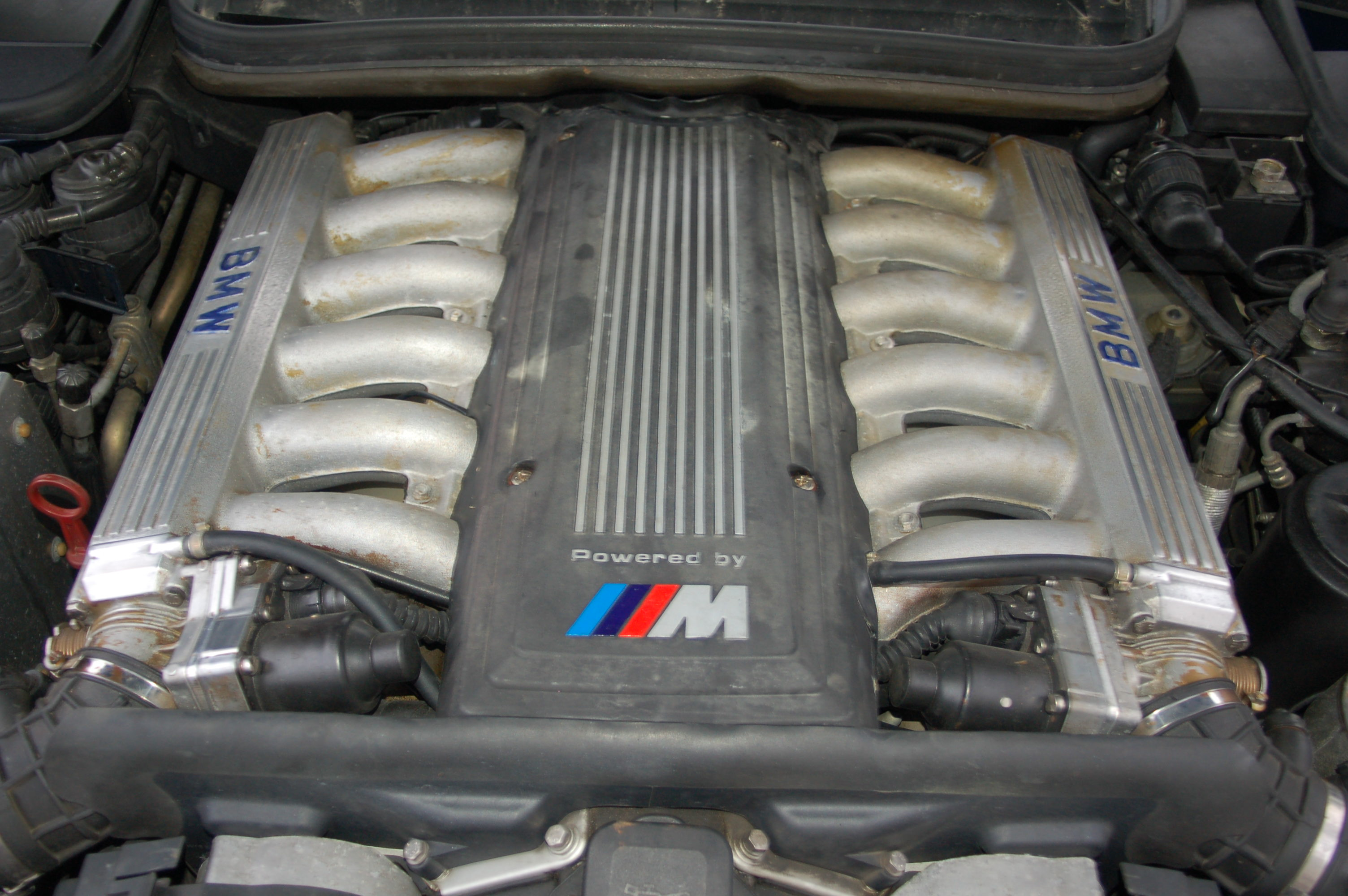
BMW 850 CSi – silnik

| Marka i model                        | BMW 850 CSi | |
| ------------------------------------ | --- | --- |
| Lata produkcji:                      | Sierpień 1992 – Listopad 1996 | |
| Typ silnika:                         | (BMW V12 – OHC 24-zaworowy) | |
| Silnik:                              | (Widlasty 12-Cylindrowy | |
| Głowica:                             | OHC, 2 zawory na cylinder. | OHC, 2 zawory na cylinder. |
| Komputer:                            | Bosch Motronic M2.3.2 | Bosch Motronic M2.3.2 |
| Pojemność skok cm³:                  | 5576 cm ³ (5.6 litra) | |
| Średnica cylindra x skok tłoka (mm): | 80 × 86,0 mm | |
| Moc kW (KM):                         | '280 kW (380 KM) przy 5300 obr./min | |
| Max. moment obrotowy:                | '550 Nm przy 4000 obr./min | |
| Stopień sprężania:                   | 9,80:1 | |
| Przełożenia / skrzynia biegów:       | 6-biegowa manualna Getrag typ S65 – model 560, napęd na koła tylne 1 – 4.25:1, 2 – 2.53:1, 3 – 1.68:1, 4 – 1,23:1, 5 – 1.00:1, 6 – 0.83:1, wsteczny – 3.89:1 | |
| Układ hamulcowy:                     | Tarcze wentylowane z przodu czterotłoczkowe i z tyłu jednotłoczkowe, firmy ATE Średnica tarcz – (Przód: Ø 345/32 mm / Tył: Ø 328/20 mm)                      | |
| Karoseria / Nadwozie:                | Stalowa-Karoseria | |
| Rozstaw osi:                         | 2684mm | |
| Opony:                               | Felgi 7 1/2" x 18" z aluminium firmy Speedline / lub felgi typu M Technic II – 5 szprychowe Opony – (Dunlop – przód: 235 × 45 ZR17 / tył: 265 × 40 ZR17)     | Felgi 7 1/2" x 18" z aluminium firmy Speedline / lub felgi typu M Technic II – 5 szprychowe Opony – (Dunlop – przód: 235 × 45 ZR17 / tył: 265 × 40 ZR17) |
| Miary D x S x W (mm):                | 4780 × 1855 × 1330 mm | |
| Zbiornik paliwa:                     | 90 l | |
| Masa własna:                         | 1865 kg | |
| Przyśpieszenie 0–100 km/h:           | 6,0 s | |
| Prędkość maksymalna (km/h):          | 250 / 298 km/h | |
| Droga hamowania [m] (100–0 km/h):    | (zimne) 36,5 m (rozgrzane) 36,5 m | |